# Kampinos
Kampinos è un comune rurale polacco del distretto di Varsavia Ovest, nel voivodato della Masovia.
Ricopre una superficie di 84,25 km² e nel 2004 contava 4 076 abitanti.